# あつまれじゃんけんぽん
『あつまれじゃんけんぽん』は、NHK教育テレビジョンで1988年4月5日から2003年4月4日まで放送された小学校低学年向けの人形劇である。

## 概要
当初は前番組『大きくなる子』と同様に小学1・2年向けとして放送されていたが、1990年度からは小学1年向けが別番組（『のびのびノンちゃん』）となったため、小学2年向けとして放送された。
2001年4月から『あつまれじゃんけんぽん バケルノ小学校物語』と題してリニューアルされた後、2003年4月に『バケルノ小学校 ヒュードロ組』と改名され、「あつまれじゃんけんぽん」の名は消えた。

## 放送時間
| 年度        | 本放送時間        | 再放送時間        |
| ----------- | ----------------- | ----------------- |
| 1988 - 1989 | 火曜日09:30-09:45 | 金曜日09:00-09:15 |
| 1990 - 1991 | 火曜日09:45-10:00 | 木曜日10:15-10:30 |
| 1992 - 2002 | 火曜日09:30-09:45 | 金曜日09:00-09:15 |

## シリーズ一覧
「猫のケンちゃん」は新規収録分を3年間に渡り毎年制作していた。次シリーズの「ヤギのムクちゃん」からは制作体制を改め、2年間の放送としながらも新規収録分は2年目に引き継がず初年度のみで終了。2年目は前年4月の第1話から遡って、初年度のエピソードを全話再放送していた。
| サブタイトル         | サブタイトル       | 放送年度 |
| -------------------- | ------------------ | -------- |
| 猫のケンちゃん       | 1期                | 1988年度 |
| 猫のケンちゃん       | 2期                | 1989年度 |
| 猫のケンちゃん       | 3期                | 1990年度 |
| ヤギのムクちゃん     | 1期                | 1991年度 |
| ヤギのムクちゃん     | 1期                | 1992年度 |
| ヤギのムクちゃん     | 2期                | 1993年度 |
| ヤギのムクちゃん     | 2期                | 1994年度 |
| ブラッカブロッコ島   | ブラッカブロッコ島 | 1995年度 |
| ブラッカブロッコ島   | ブラッカブロッコ島 | 1996年度 |
| ほのぼの村のウータン | 1期                | 1997年度 |
| ほのぼの村のウータン | 1期                | 1998年度 |
| ほのぼの村のウータン | 2期                | 1999年度 |
| ほのぼの村のウータン | 2期                | 2000年度 |
| バケルノ小学校物語   | バケルノ小学校物語 | 2001年度 |
| バケルノ小学校物語   | バケルノ小学校物語 | 2002年度 |

## 猫のケンちゃん

### あらすじ
ねこの町の物語。

### 基礎情報
- 放送期間：1988年4月5日 - 1991年3月14日

### 出演者
- ケン（声：松岡洋子）
- コロ（声：渕崎ゆり子）
- トッポ（声：兼子由利子）
- ミーコ（声：本多知恵子）
- ノンタ（声：白坂道子）
- ララ（声：池本小百合）
- 先生（声：島本須美）
- 三河屋（声：辻谷耕史）

### 放送リスト
| 回 | タイトル             | 初回放送日     |
| -- | -------------------- | -------------- |
| 1  | おはよう             | 1988年04月05日 |
| 2  | むしばがいたい       | 1988年04月19日 |
| 3  | めざましどけい       | 1988年05月06日 |
| 4  | とうさんのメダル     | 1988年05月17日 |
| 5  | みんなのほん         | 1988年05月31日 |
| 6  | われたかびん         | 1988年06月14日 |
| 7  | もうすぐなつやすみ   | 1988年06月28日 |
| 8  | おんぼろじてんしゃ   | 1988年08月30日 |
| 9  | かめさんごめんね     | 1988年09月13日 |
| 10 | いいわけばかり       | 1988年09月27日 |
| 11 | がんばれ タンバリン  | 1988年10月11日 |
| 12 | ジェットコースター   | 1988年10月25日 |
| 13 | おちばがいっぱい     | 1988年11月08日 |
| 14 | かたつむりになりたい | 1988年11月22日 |
| 15 | しっかりるすばん     | 1988年12月06日 |
| 16 | にんじんだいきらい   | 1989年01月10日 |
| 17 | ひろったむしめがね   | 1989年01月24日 |
| 18 | おいしいコロッケ     | 1989年02月07日 |
| 19 | たけうまのめいじん   | 1989年02月21日 |
| 20 | おたよりひろば       | 1989年03月07日 |

| 回 | タイトル             | 初回放送日     |
| -- | -------------------- | -------------- |
| 1  | げんきにおはよう     | 1989年04月04日 |
| 2  | みんなもいっしょ     | 1989年04月18日 |
| 3  | ぼくはせいとんがかり | 1989年05月02日 |
| 4  | おふろにいっしょ     | 1989年05月16日 |
| 5  | みんなでおみまい     | 1989年05月30日 |
| 6  | ペンキぬりたて       | 1989年06月13日 |
| 7  | あさがおさいた       | 1989年06月27日 |
| 8  | たいふうとひまわり   | 1989年08月29日 |
| 9  | あさのおそうじ       | 1989年09月12日 |
| 10 | やつあたり           | 1989年09月26日 |
| 11 | あきかん ぽい!       | 1989年10月13日 |
| 12 | きらきらぼし         | 1989年10月24日 |
| 13 | ひろったボール       | 1989年11月07日 |
| 14 | みみずとすずめ       | 1989年11月21日 |
| 15 | ゆきやこんこん       | 1989年12月05日 |
| 16 | ぼくじゃないったら   | 1990年01月09日 |
| 17 | がんばりかあさん     | 1990年01月23日 |
| 18 | ハイ・チーズ         | 1990年02月06日 |
| 19 | おばけやしき         | 1990年02月20日 |
| 20 | リレー・マラソン     | 1990年03月06日 |

| 回 | タイトル           | 初回放送日     |
| -- | ------------------ | -------------- |
| 1  | 二年生だぞ!        | 1990年04月03日 |
| 2  | あいさつなんて     | 1990年04月24日 |
| 3  | ボールがないぞ!    | 1990年05月08日 |
| 4  | じてんしゃスイスイ | 1990年05月22日 |
| 5  | いやになっちゃう   | 1990年06月05日 |
| 6  | びっくりパワー     | 1990年06月19日 |
| 7  | おーい!たすけて    | 1990年07月03日 |
| 8  | まだなつやすみ?    | 1990年08月28日 |
| 9  | ながいみち         | 1990年09月11日 |
| 10 | うそばっかり!      | 1990年09月25日 |
| 11 | かくれたいろ       | 1990年10月09日 |
| 12 | ガンバルちゃん     | 1990年10月23日 |
| 13 | みんないっしょ     | 1990年11月06日 |
| 14 | おそうじマン       | 1990年11月20日 |
| 15 | ふたりぼっち       | 1990年12月04日 |
| 16 | すってんころりん   | 1991年01月08日 |
| 17 | おこったぞ!        | 1991年01月22日 |
| 18 | わたしだって       | 1991年02月05日 |
| 19 | どきどきハート     | 1991年02月19日 |
| 20 | 大きなあさひ       | 1991年03月05日 |

## ヤギのムクちゃん

### あらすじ
動物たちの住むまきば村の物語。オープニングに登場する登場キャラクターの似顔絵は子供たちが描いたもので展示している（但し応募はクラス単位限定だった）。

### 基礎情報
- 放送期間：1991年4月9日 - 1995年3月17日
- 脚本：雁田昇
- 音楽：佐久間順平

### 出演者
- ひつじはらムク（羊）（声：山田栄子）
- ひつじはらモコ（ムクの妹）（声：川田妙子）
- はなむらダク（犬）（声：松坂隆子）
- うしやまベエ（牛）（声：永山あけみ）
- まるやピイ（豚）（声：伊倉一恵）
- うまざわポウ（馬）（声：松井菜桜子→池本小百合）
- ねこまちペル（猫）（声：矢島晶子）
- ムクの父（声：土方優人）
- ムクの母（声：松坂隆子）
- ムクの祖母（声：伊倉一恵）
- はなむらバグ（ダクの祖父）（声：斎藤隆）
- まるやブイ（ピイの兄）（声：立木文彦）
- やぎメエ（ヤギの先生）（声：安田あきえ）

### 放送リスト
| 回 | タイトル             | 初回放送日     |
| -- | -------------------- | -------------- |
| 1  | あたらしいあさ       | 1991年04月09日 |
| 2  | ピイちゃんげんき     | 1991年04月23日 |
| 3  | べそボール           | 1991年05月07日 |
| 4  | えらいみたい         | 1991年05月21日 |
| 5  | ペルちゃんとかえる   | 1991年06月04日 |
| 6  | モコのさんりんしゃ   | 1991年06月18日 |
| 7  | まっくらたんけん     | 1991年07月02日 |
| 8  | ベエちゃんのあたま   | 1991年08月27日 |
| 9  | やっぱりポウちゃん   | 1991年09月10日 |
| 10 | かごのなか           | 1991年09月24日 |
| 11 | まちへいこう         | 1991年10月08日 |
| 12 | ダクちゃんとゆうひ   | 1991年10月22日 |
| 13 | よっこらしょ         | 1991年11月05日 |
| 14 | いばりんぼ           | 1991年11月19日 |
| 15 | ムクちゃんがんばる   | 1991年12月03日 |
| 16 | あとでやるから       | 1992年01月07日 |
| 17 | おじいちゃんのひみつ | 1992年01月21日 |
| 18 | はこのはこ           | 1992年02月04日 |
| 19 | ひびけ!うたごえ      | 1992年02月18日 |
| 20 | かぜのにおい         | 1992年03月03日 |

| 回 | タイトル             | 初回放送日     |
| -- | -------------------- | -------------- |
| 1  | 花いっぱいのあさ     | 1993年04月06日 |
| 2  | むっつりムクちゃん   | 1993年04月20日 |
| 3  | ダクちゃんずるい     | 1993年05月07日 |
| 4  | こくばんけしはどこ?  | 1993年05月18日 |
| 5  | 小さくないもん       | 1993年06月01日 |
| 6  | 山のみずうみ         | 1993年06月15日 |
| 7  | かいぞくごっこ       | 1993年06月29日 |
| 8  | ねむたいペルちゃん   | 1993年08月31日 |
| 9  | ベエちゃんのカメラ   | 1993年09月14日 |
| 10 | たいふういっか       | 1993年09月28日 |
| 11 | おじいちゃんだって   | 1993年10月12日 |
| 12 | ピイちゃんのどんぐり | 1993年10月26日 |
| 13 | ふでばこばこばこ     | 1993年11月09日 |
| 14 | げきのれんしゅう     | 1993年11月26日 |
| 15 | ムクはおにいちゃん   | 1993年12月07日 |
| 16 | がんばるポウちゃん   | 1994年01月11日 |
| 17 | ごめんねブイさん     | 1994年01月25日 |
| 18 | おみまいのてがみ     | 1994年02月08日 |
| 19 | うつくしいあさひ     | 1994年02月22日 |
| 20 | あしたもともだち     | 1994年03月08日 |

## ブラッカブロッコ島

### あらすじ
北極海の大氷原のはずれにあるブラッカブロッコ半島が、島になって流れ出した。この物語は、島とともに1年間旅をした動物たちの物語である。本作より「猫のケンちゃん」から使用されていた主題歌が一新。ブラッカブロッコ島をテーマにした男女デュエットの曲になる。

### 基礎情報
- 放送期間：1995年4月11日 - 1997年4月5日
- 脚本：斉藤洋
- 音楽：比呂公一

### 出演者
- シロクマ（議長、学校の先生）（声：緒方賢一）
- セイウチ（声：宮内幸平→八奈見乗児）
- ラルフ（ラッコ）（声：山田栄子）
- サラ（シロイルカ）（声：折笠愛）
- ルーイ（アザラシ）（声：兼子由利子）
- キーコ（ホッキョクギツネ）（声：川田妙子）
- カール（迷子のイルカ）
- トナカイ

### 放送リスト
| 回 | タイトル                       | 初回放送日     |
| -- | ------------------------------ | -------------- |
| 1  | ブラッカブロッコ島しゅっぱつ   | 1995年04月11日 |
| 2  | ブラッカブロッコかいぎ         | 1995年04月25日 |
| 3  | がっこうをつくろう             | 1995年05月09日 |
| 4  | まいごのイルカ                 | 1995年05月23日 |
| 5  | ふしぎな玉                     | 1995年06月06日 |
| 6  | ひなんくんれん                 | 1995年06月20日 |
| 7  | どうして島はしずまない         | 1995年07月04日 |
| 8  | あやしい先生                   | 1995年08月29日 |
| 9  | たいふうがやってくる           | 1995年09月12日 |
| 10 | 島はどちらへ                   | 1995年09月26日 |
| 11 | やしの木をどうしよう           | 1995年10月13日 |
| 12 | うんどうかい                   | 1995年10月24日 |
| 13 | シャチのたいぐん               | 1995年11月07日 |
| 14 | トナカイのあかちゃん           | 1995年11月21日 |
| 15 | どっちがあおい                 | 1995年12月05日 |
| 16 | なぞの大クジラ                 | 1996年01月09日 |
| 17 | なくした石                     | 1996年01月23日 |
| 18 | はつゆきまつり                 | 1996年02月06日 |
| 19 | かえってきたブラッカブロッコ島 | 1996年02月20日 |
| 20 | セイウチのゆくえ               | 1996年03月05日 |

## ほのぼの村のウータン

### あらすじ
1997年度 - 1998年度
異星人の双子（ニッチ・サッチ）とほのぼの村の子供たちが、言葉や文化の違いを乗り越え、友情をはぐくむ物語。
1999年度 - 2000年度
ほのぼの村と戦災孤児キャンディー（カバ）の物語。戦争や死など「命」を正面から取り上げた、小学校低学年向けの番組としてはかなり重い内容となっている。

### 基礎情報
- 放送期間：1997年4月8日 - 2001年4月6日
- 脚本：山田隆司、島田満
- 音楽：比呂公一
- オープニングテーマ：「涙のテレパシー」作詞・歌：ヤドランカ / 作曲：比呂公一
  - ニッチ・サッチが登場した1997年度 - 1998年度はスローテンポの曲だったが、キャンディーが登場した1999年度からはアップテンポなアレンジに変えられている。『バケルノ小学校』に代わった後も『あつまれじゃんけんぽん』が終了する2002年度まで引き続き使用された。2003年に発売された『勇気』のカップリングとして収録されているが、当番組で使われたものとは異なるアレンジ。
- エンディングテーマ：「みんな でておいで」作詞・歌：ぶどう畑 / 作曲：比呂公一
  - 1997年度 - 1998年度のみ使用された。

### 出演者
- ウータン（オランウータン）（声：菅原淳一）

主人公。一人称は「僕」。真面目で心優しい性格ゆえに、仲間たちのリーダー格を担う。両親を心から尊敬している。
冒頭とスタッフロールでの台詞回しも務めており、前者では視聴者に向かって「みんなおはよう!僕ウータン!」と挨拶した後に前回のあらすじやその回に関する前振りを語りかける。後者ではその回での教訓を纏めている。
- コン（キツネ）（声：山田栄子）

一人称は「僕」。家は非常に裕福でそれを鼻にかけたりとわがままな面もあるが、自分の非に気づくときちんと反省し、償おうとする素直な性格。
- ギン（クマ）（声：辻村真人）

一人称は「おいら」。実家は農家。やや気弱な面はあるが、物事を最後までやり通す忍耐力の持ち主。
- ポコ（タヌキ）（声：藤井あさこ）

一人称は「私」。しっかりとした明るい性格で、ウータン達男子をたしなめることも多い。
- メイ先生（ヒツジ）（声：中島千里）

ウータンたちが通う小学校の先生で、彼らの担任。優しく実直な人柄で生徒達から慕われている。トラブルを起こしがちなウータン達に大切なことを教えていく。
- カバヤネン（カバ）（声：緒方賢一）

ほのぼの村の村長。「～ですね」が口癖。やや間が抜けた面もあるが、おおらかな性格で村人達のことを第一に考えている。
- ホー様（フクロウ）（声：島香裕）

ほのぼの村に住む長老。
- オラー（オランウータン）（声：緒方賢一）

ウータンの父。研究者だが、実験に失敗して爆発することが多い。
- サラー（オランウータン）（声：藤井あさこ）

ウータンの母。当初は専業主婦だったが、1999年度からは新聞記者となる。
- ナリコン（キツネ）（声：辻村真人）

コンの父。息子にはやや厳しい。
- コンネル（キツネ）（声：滝沢ロコ→日髙のり子）

コンの母。「～ざます」が口癖で息子を溺愛している。
- シーン（キツネ）（声：中島千里）

コンの妹。「～ですー」が口癖の天真爛漫な女の子。キャンディーがほのぼの村で初めて心を開いた存在。
- 金太郎（クマ）（声：島香裕）

ギンの父。
- おクマ（クマ）（声：山田栄子）

ギンの母。力強い肝っ玉母ちゃん。
- ポン太（タヌキ）（声：菅原淳一）

ポコの父。配達員の仕事をしている。
- ニッチ（声：斉藤祐子）・サッチ（声：滝沢ロコ）※1997年度 - 1998年度

M33星からやってきた双子の宇宙人の兄妹。メロン型のUFOに乗りながらほのぼの村付近の山に墜落し、両親の帰りが来るまでカバヤネン邸に居候することになった。
ニッチは腕白でいたずら好きな男の子で、強力な念動力が使える。サッチはおしとやかで賢い女の子で、動植物と会話する能力と治癒能力を持っている。
- キャンディー（カバ）（声：斉藤祐子）※1999年度 - 2000年度

一人称は「私」。クールビューティー系の美少女。故郷が戦争に巻き込まれたため、親類のカバヤネンを頼ってほのぼの村にやってきた。故郷の親友に「ポワワ」がいる。
当初は戦争のトラウマから内向的でトゲのある面が多かったが、ウータン達との生活の中で徐々に心を開いていく。彼女との交流の中でウータン達は生命の大切さについて真剣に考えることとなる。
終盤で終戦となったため故郷に帰ることとなり、最終回では皆に感謝の手紙を送った。

### 放送リスト
| 回 | タイトル                  | 初回放送日     |
| -- | ------------------------- | -------------- |
| 1  | 空からやってきた          | 1997年04月08日 |
| 2  | あたらしい先生            | 1997年04月22日 |
| 3  | ヒカリ草をさがせ          | 1997年05月13日 |
| 4  | お父さんはお母さん!?      | 1997年05月27日 |
| 5  | ぼくにだってゆめはある    | 1997年06月10日 |
| 6  | いもうとなんかいらないや  | 1997年06月24日 |
| 7  | 一番のこわがりはだれだ?   | 1997年07月08日 |
| 8  | ウータンわるい子になる    | 1997年08月26日 |
| 9  | すききらいをなくそう      | 1997年09月16日 |
| 10 | 大人はわかってくれない    | 1997年09月30日 |
| 11 | 村長さんはつらいよ!       | 1997年10月14日 |
| 12 | もえろ!うんどうかい       | 1997年10月28日 |
| 13 | わたり鳥みなみへ          | 1997年11月11日 |
| 14 | うちゅうとのせっしょく    | 1997年11月25日 |
| 15 | さよならなんかしたくない  | 1997年12月09日 |
| 16 | ヒカリ草の花がさいたよ    | 1998年01月06日 |
| 17 | ボランティアってなんだ    | 1998年01月20日 |
| 18 | たいけつ!ウータンとニッチ | 1998年02月03日 |
| 19 | おわかれ遠足              | 1998年02月17日 |
| 20 | 七色ピーマンみのる        | 1998年03月03日 |

| 回 | タイトル                       | 初回放送日     |
| -- | ------------------------------ | -------------- |
| 1  | キャンディーがやってきた       | 1999年04月06日 |
| 2  | 友じょうの花がさく             | 1999年04月20日 |
| 3  | お母さんはせかいいち           | 1999年05月11日 |
| 4  | かっこいいって何だ?            | 1999年05月25日 |
| 5  | ボールは1つだけ                | 1999年06月08日 |
| 6  | ボクだってできるんだ           | 1999年06月22日 |
| 7  | ふたりだけのキャンプファイヤー | 1999年07月06日 |
| 8  | ウータンのねむれない夜         | 1999年08月24日 |
| 9  | コンちゃんのわるいクセ         | 1999年09月14日 |
| 10 | おばあちゃんがやってきた       | 1999年09月28日 |
| 11 | うんどう会なんか大きらい       | 1999年10月12日 |
| 12 | やさしさはえいえんに           | 1999年10月26日 |
| 13 | 川から魚がいなくなる日         | 1999年11月09日 |
| 14 | 赤ちゃんが生まれたよ           | 1999年11月26日 |
| 15 | ぼくの大すきな赤ちゃん         | 1999年12月07日 |
| 16 | ポコちゃんのなみだ             | 2000年01月11日 |
| 17 | ホーさまの手紙                 | 2000年01月25日 |
| 18 | うそつきコンちゃん             | 2000年02月08日 |
| 19 | さようならキャンディー         | 2000年02月22日 |
| 20 | 思い出がいっぱい               | 2000年03月07日 |